# Ван Чживей
Ван Чживей  (кит.: 王 智伟, 18 липня 1988) — китайський стрілець, олімпійський медаліст, чемпіон Азійських ігор.

## Виступи на Олімпіадах
| Олімпіада   | Дисципліна                | Місце |
| ----------- | ------------------------- | ----- |
| Лондон 2012 | довільний пістолет, 50 м  | 3     |
| Пекін 2016  | спортивний пістолет, 50 м | 5     |